# (9665) Inastronoviny
(9665) Inastronoviny est un astéroïde de la ceinture principale.

## Description
(9665) Inastronoviny est un astéroïde de la ceinture principale. Il fut découvert le 5 juin 1996 à l'Observatoire Kleť par l'Observatoire Kleť. Il présente une orbite caractérisée par un demi-grand axe de 3,07 UA, une excentricité de 0,12 et une inclinaison de 7,7° par rapport à l'écliptique.

## Compléments